# Amerykanie pochodzenia włoskiego
Amerykanie pochodzenia włoskiego (ang. Italian Americans) – obywatele Stanów Zjednoczonych posiadający włoskich przodków lub włoscy imigranci do USA.
Na początku Włosi przybywali do Ameryki w małych grupach, na fali ruchów rewolucyjnych w 1848 i 1861. Główny okres imigracji włoskiej przypadł na lata 1880–1960. Wielu z imigrantów było słabo wykształconymi chłopami z południa Włoch i Sycylii, od 1890 do 1900 przybyło ich 655 tys. 888. Głównym powodem migracji była sytuacja ekonomiczna w ojczyźnie (południe Włoch i Sycylia są do dzisiaj ubogimi regionami). Imigranci osiedlali się w okolicach, dzielnicach zwanych Little Italy (Małe Włochy), koncentrując swoją obecność na tych obszarach i tworząc etniczne enklawy w środku amerykańskich metropolii. Enklawy umożliwiały rodakom wspólną integrację, dawały poczucie wspólnoty i prowadziły do podtrzymywania i rozwijania etnicznej kultury i tradycji, jak religia katolicka, kult rodziny, czy tak ważna i znana na świecie kuchnia włoska (powstawało wiele restauracji, pizzerii i sklepików z rodzimymi specjałami, które z czasem zyskiwały także na popularności wśród innych Amerykanów i stały się głównym elementem wizerunku Włochów w powszechnej świadomości społecznej).
Włoscy imigranci, w większości chłopi bez jakiegokolwiek wykształcenia, stawali się robotnikami potężnych fabryk rozwijającej się Ameryki, razem z Polakami, innymi Słowianami, czy Żydami byli siłą roboczą i napędową szaleńczego rozwoju Nowego Świata na początku XX wieku, pracowali w kopalniach, hutach, fabrykach samochodów i fabrykach broni, byli dokerami i sprzątaczami, piekarzami i handlarzami. Ich dzielnice przypominały slumsy z żałosnymi warunkami mieszkaniowymi i sanitarnymi, rozpowszechniona była gruźlica. Fale imigracji początków XX wieku zatrzymał wybuch I wojny światowej, a Włosi stali się w USA częstym obiektem ruchów antykatolickich i antyimigracyjnych, byli ofiarami dyskryminacji, a nawet przemocy (dochodziło do linczowania).
Do roku 1978 do Stanów Zjednoczonych przybyło 5,3 mln Włochów, z czego 2 mln w latach 1900–1914. Ok 1/3 z nich planowała pobyt czasowy, w celu zarobienia pieniędzy i powrotu do domu (byli zwani przelotnymi ptakami). Wróciła ok. 1/4, reszta zdecydowała się pozostać w Ameryce lub zatrzymała ich wojna.
W czasie II wojny światowej internowano do zamkniętych obozów i obszarów ok. 10 tys. Włochów z Zachodniego Wybrzeża USA (a 600 tys. otrzymało status wrogiego rezydenta), jako obywateli wrogiego państwa włoskiego pod dyktaturą faszystowską (podobna sytuacja dot. np. Japończyków, jednak na o wiele większą skalę).
Około 1,2 mln Amerykanów włoskiego pochodzenia służyło w armii USA w czasie II wojny światowej (stanowi to 7,5% z 16 mln wszystkich amerykańskich żołnierzy walczących na arenach tej wojny).

## Demografia
Spis powszechny z roku 2000 wykazał, że Amerykanie włoskiego pochodzenia to 6. największa grupa etniczna w USA. Było ich 15,6 mln (co stanowiło 5,6% populacji całego kraju). Czasami wyróżnia się osobną grupę dla osób pochodzenia sycylijskiego, nie uwzględnia się jej jednak w oficjalnych statystykach.
Na początku XX w. amerykańscy Włosi popierali w większości demokratów, a od 1960 zauważa się większościowe poparcie dla republikanów. Kongres USA ma i miał wielu członków tej grupy etnicznej, Włosi byli liderami obu głównych amerykańskich partii. Najwyżej postawionym w świecie polityki Amerykaninem włoskiego pochodzenia jest obecna Spiker Izby Reprezentantów Nancy Pelosi z Partii Demokratycznej. Republikański burmistrz Nowego Jorku Rudy Giuliani był kandydatem na stanowisko prezydenta USA w ostatnich wyborach 2008.
Włosi stworzyli w Ameryce swoją specyficzną kulturę, opierającą się na tradycyjnych wartościach religijnych i rodzinnych. Ważną częścią ich kultury jest kuchnia, która jest prawdziwą wizytówką amerykańskich Włochów.

### Liczba mieszkańców
Łączna liczba Amerykanów włoskiego pochodzenia w wybranych stanach (10. największych populacji), według spisu powszechnego 2000.
1. Nowy Jork 3 254 298
2. New Jersey 1 590 225
3. Pensylwania 1 547 470
4. Kalifornia 1 149 351
5. Floryda 1 147 946
6. Massachusetts 918 838
7. Illinois 739 284
8. Ohio 720 847
9. Connecticut 652 016
10. Michigan 484 486

6 stanów, w których udział procentowy Włochów w ogóle populacji jest największy.
1. Rhode Island 19,7%
2. Connecticut 18,6%
3. New Jersey 16,8%
4. Nowy Jork 16,4%
5. Massachusetts 14,5%
6. Pensylwania 13%